# Liste de cathédrales catholiques en France

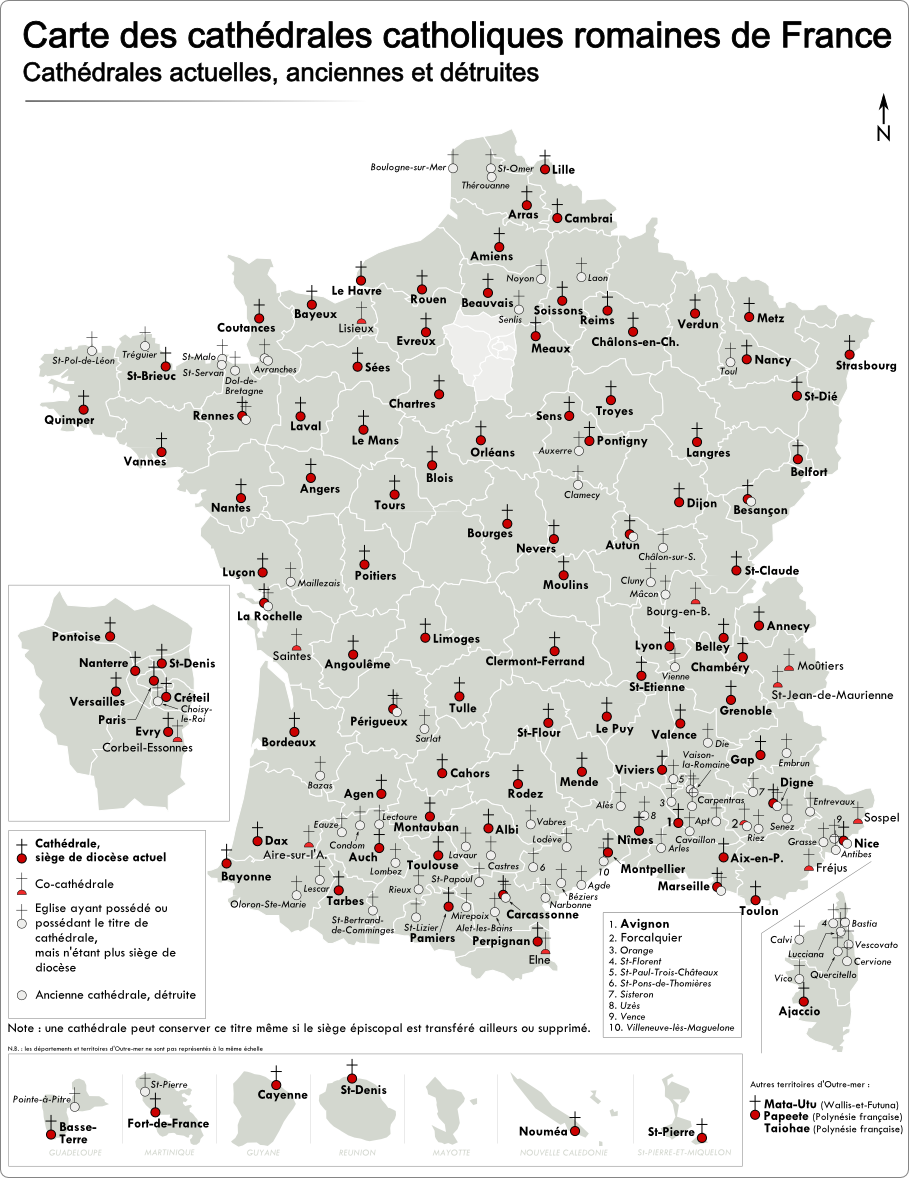
Les cathédrales de l'Église catholique romaine en France.

Les listes suivantes recensent les cathédrales catholiques de France.
L'Église catholique latine compte aujourd'hui 103 diocèses en France, qui ont chacun leur cathédrale. On leur ajoute 22 cocathédrales, qui ne sont plus le siège de l'évêque mais en conservent le siège (meuble) - la cathèdre - et le titre, ainsi qu'environ 70 anciennes cathédrales, qui n'en ont plus la fonction ni le titre canonique mais qui servent toujours de lieu de culte comme basilique ou église paroissiale. Enfin, une quinzaine de cathédrales détruites n'ont pas été reconstruites.
Les Églises catholiques orientales comptent trois cathédrales en France.

## Liste des cathédrales de l'Église latine

### Cathédrales actuelles
Les 103 édifices suivants sont la cathédrale d'un des diocèses de France, c'est-à-dire l'église principale du diocèse, où se situe la cathèdre de l'évêque.
- 95 sont situés en métropole, dont 93 sièges de diocèses territoriaux, 1 siège du diocèse aux armées et 1 siège de la Mission de France ;
- 8 sont situés en outre-mer.Analyse de la construction des cathédrales en France, incluant les départements et régions d'outre-mer (DROM), selon le siècle de début des travaux, le nombre de constructions et la durée moyenne (en années), basée sur les données disponibles sur Wikipédia

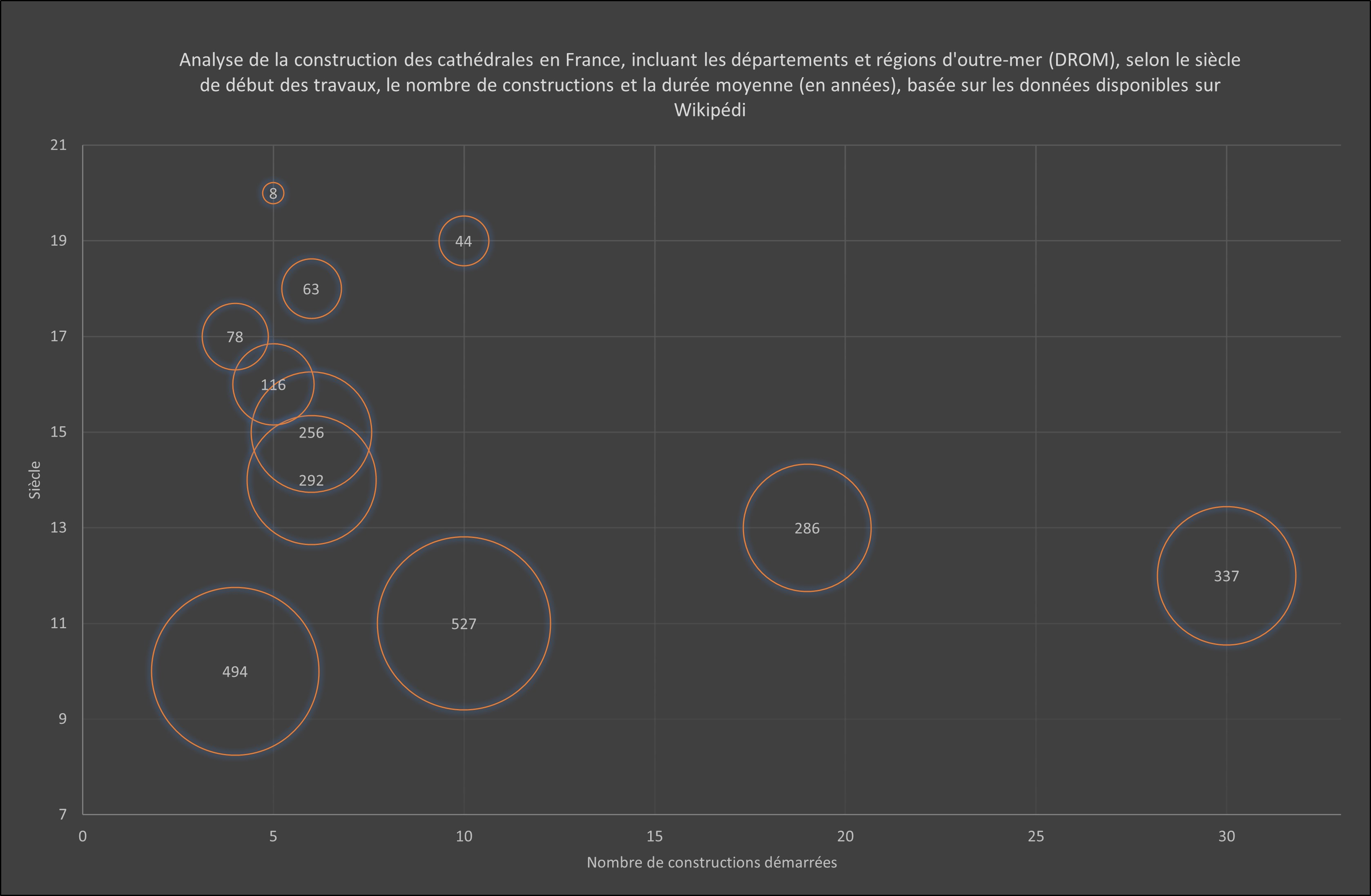
Analyse de la construction des cathédrales en France, incluant les départements et régions d'outre-mer (DROM), selon le siècle de début des travaux, le nombre de constructions et la durée moyenne (en années), basée sur les données disponibles sur Wikipédia

Mayotte est le seul territoire français habité dont la cathédrale n'est pas située en France : l'île est rattachée au vicariat apostolique de l'archipel des Comores dont la cathédrale est située à Moroni, capitale des Comores.
| Ville                   | Cathédrale                                         | Diocèse                           | Département             | Région                     | Illustration |
| ----------------------- | -------------------------------------------------- | --------------------------------- | ----------------------- | -------------------------- | ------------ |
| Agen                    | Cathédrale Saint-Caprais                           | Agen                              | Lot-et-Garonne          | Nouvelle-Aquitaine         |              |
| Aix-en-Provence         | Cathédrale Saint-Sauveur                           | Aix-en-Provence                   | Bouches-du-Rhône        | Provence-Alpes-Côte d'Azur |              |
| Ajaccio                 | Cathédrale Notre-Dame-de-l'Assomption              | Ajaccio                           | Corse-du-Sud            | Corse                      |              |
| Albi                    | Cathédrale Sainte-Cécile                           | Albi, Castres et Lavaur           | Tarn                    | Occitanie                  |              |
| Amiens                  | Cathédrale Notre-Dame                              | Amiens                            | Somme                   | Hauts-de-France            |              |
| Angers                  | Cathédrale Saint-Maurice                           | Angers                            | Maine-et-Loire          | Pays de la Loire           |              |
| Angoulême               | Cathédrale Saint-Pierre                            | Angoulême                         | Charente                | Nouvelle-Aquitaine         |              |
| Annecy                  | Cathédrale Saint-Pierre                            | Annecy                            | Haute-Savoie            | Auvergne-Rhône-Alpes       |              |
| Arras                   | Cathédrale Notre-Dame-et-Saint-Vaast               | Arras                             | Pas-de-Calais           | Hauts-de-France            |              |
| Auch                    | Cathédrale Sainte-Marie                            | Auch                              | Gers                    | Occitanie                  |              |
| Autun                   | Cathédrale Saint-Lazare                            | Autun, Chalon et Mâcon            | Saône-et-Loire          | Bourgogne-Franche-Comté    |              |
| Avignon                 | Cathédrale Notre-Dame-des-Doms                     | Avignon                           | Vaucluse                | Provence-Alpes-Côte d'Azur |              |
| Basse-Terre             | Cathédrale Notre-Dame-de-Guadeloupe                | Basse-Terre et Pointe-à-Pitre     | Guadeloupe              | Guadeloupe                 |              |
| Bayeux                  | Cathédrale Notre-Dame                              | Bayeux et Lisieux                 | Calvados                | Normandie                  |              |
| Bayonne                 | Cathédrale Sainte-Marie                            | Bayonne, Lescar et Oloron         | Pyrénées-Atlantiques    | Nouvelle-Aquitaine         |              |
| Beauvais                | Cathédrale Saint-Pierre                            | Beauvais                          | Oise                    | Hauts-de-France            |              |
| Belfort                 | Cathédrale Saint-Christophe                        | Belfort-Montbéliard               | Territoire de Belfort   | Bourgogne-Franche-Comté    |              |
| Belley                  | Cathédrale Saint-Jean-Baptiste                     | Belley-Ars                        | Ain                     | Auvergne-Rhône-Alpes       |              |
| Besançon                | Cathédrale Saint-Jean                              | Besançon                          | Doubs                   | Bourgogne-Franche-Comté    |              |
| Blois                   | Cathédrale Saint-Louis                             | Blois                             | Loir-et-Cher            | Centre-Val de Loire        |              |
| Bordeaux                | Cathédrale Saint-André                             | Bordeaux                          | Gironde                 | Nouvelle-Aquitaine         |              |
| Bourges                 | Cathédrale Saint-Étienne                           | Bourges                           | Cher                    | Centre-Val de Loire        |              |
| Cahors                  | Cathédrale Saint-Étienne                           | Cahors                            | Lot                     | Occitanie                  |              |
| Cambrai                 | Cathédrale Notre-Dame-de-Grâce                     | Cambrai                           | Nord                    | Hauts-de-France            |              |
| Carcassonne             | Cathédrale Saint-Michel                            | Carcassonne et Narbonne           | Aude                    | Occitanie                  |              |
| Cayenne                 | Cathédrale Saint-Sauveur                           | Cayenne                           | Guyane                  | Guyane                     |              |
| Châlons-en-Champagne    | Cathédrale Saint-Étienne                           | Châlons-en-Champagne              | Marne                   | Grand Est                  |              |
| Chambéry                | Cathédrale Saint-François-de-Sales                 | Chambéry, Maurienne et Tarentaise | Savoie                  | Auvergne-Rhône-Alpes       |              |
| Chartres                | Cathédrale Notre-Dame                              | Chartres                          | Eure-et-Loir            | Centre-Val de Loire        |              |
| Clermont-Ferrand        | Cathédrale Notre-Dame-de-l'Assomption              | Clermont                          | Puy-de-Dôme             | Auvergne-Rhône-Alpes       |              |
| Coutances               | Cathédrale Notre-Dame                              | Coutances et Avranches            | Manche                  | Normandie                  |              |
| Créteil                 | Cathédrale Notre-Dame                              | Créteil                           | Val-de-Marne            | Île-de-France              |              |
| Dax                     | Cathédrale Notre-Dame                              | Aire et Dax                       | Landes                  | Nouvelle-Aquitaine         |              |
| Digne-les-Bains         | Cathédrale Saint-Jérôme                            | Digne                             | Alpes-de-Haute-Provence | Provence-Alpes-Côte d'Azur |              |
| Dijon                   | Cathédrale Saint-Bénigne                           | Dijon                             | Côte-d'Or               | Bourgogne-Franche-Comté    |              |
| Évreux                  | Cathédrale Notre-Dame                              | Évreux                            | Eure                    | Normandie                  |              |
| Évry                    | Cathédrale de la Résurrection                      | Évry-Corbeil-Essonnes             | Essonne                 | Île-de-France              |              |
| Fort-de-France          | Cathédrale Saint-Louis                             | Saint-Pierre et Fort-de-France    | Martinique              | Martinique                 |              |
| Gap                     | Cathédrale Notre-Dame-et-Saint-Arnoux              | Gap et Embrun                     | Hautes-Alpes            | Provence-Alpes-Côte d'Azur |              |
| Grenoble                | Cathédrale Notre-Dame                              | Grenoble                          | Isère                   | Auvergne-Rhône-Alpes       |              |
| Le Havre                | Cathédrale Notre-Dame                              | Le Havre                          | Seine-Maritime          | Normandie                  |              |
| Langres                 | Cathédrale Saint-Mammès                            | Langres                           | Haute-Marne             | Grand Est                  |              |
| Laval                   | Cathédrale de la Sainte-Trinité                    | Laval                             | Mayenne                 | Pays de la Loire           |              |
| Lille                   | Cathédrale Notre-Dame-de-la-Treille                | Lille                             | Nord                    | Hauts-de-France            |              |
| Limoges                 | Cathédrale Saint-Étienne                           | Limoges                           | Haute-Vienne            | Nouvelle-Aquitaine         |              |
| Luçon                   | Cathédrale Notre-Dame-de-l'Assomption              | Luçon                             | Vendée                  | Pays de la Loire           |              |
| Lyon                    | Primatiale Saint-Jean                              | Lyon                              | Métropole de Lyon       | Auvergne-Rhône-Alpes       |              |
| Le Mans                 | Cathédrale Saint-Julien                            | Le Mans                           | Sarthe                  | Pays de la Loire           |              |
| Marseille               | Cathédrale Sainte-Marie-Majeure                    | Marseille                         | Bouches-du-Rhône        | Provence-Alpes-Côte d'Azur |              |
| Mata-Utu                | Cathédrale Notre-Dame-de-l'Assomption              | Wallis et Futuna                  | Wallis-et-Futuna        | Wallis-et-Futuna           |              |
| Meaux                   | Cathédrale Saint-Étienne                           | Meaux                             | Seine-et-Marne          | Île-de-France              |              |
| Mende                   | Basilique-cathédrale Notre-Dame-et-Saint-Privat    | Mende                             | Lozère                  | Occitanie                  |              |
| Metz                    | Cathédrale Saint-Étienne                           | Metz                              | Moselle                 | Grand Est                  |              |
| Montauban               | Cathédrale Notre-Dame-de-l'Assomption              | Montauban                         | Tarn-et-Garonne         | Occitanie                  |              |
| Montpellier             | Cathédrale Saint-Pierre                            | Montpellier                       | Hérault                 | Occitanie                  |              |
| Moulins                 | Cathédrale Notre-Dame-de-l'Annonciation            | Moulins                           | Allier                  | Auvergne-Rhône-Alpes       |              |
| Moûtiers                | Cathédrale Saint-Pierre                            | Chambéry, Maurienne et Tarentaise | Savoie                  | Auvergne-Rhône-Alpes       |              |
| Nancy                   | Cathédrale Notre-Dame-de-l'Annonciation            | Nancy-Toul                        | Meurthe-et-Moselle      | Grand Est                  |              |
| Nanterre                | Cathédrale Sainte-Geneviève-et-Saint-Maurice       | Nanterre                          | Hauts-de-Seine          | Île-de-France              |              |
| Nantes                  | Cathédrale Saint-Pierre-et-Saint-Paul              | Nantes                            | Loire-Atlantique        | Pays de la Loire           |              |
| Nevers                  | Cathédrale Saint-Cyr-et-Sainte-Julitte             | Nevers                            | Nièvre                  | Bourgogne-Franche-Comté    |              |
| Nice                    | Cathédrale Sainte-Réparate                         | Nice                              | Alpes-Maritimes         | Provence-Alpes-Côte d'Azur |              |
| Nîmes                   | Cathédrale Notre-Dame-et-Saint-Castor              | Nîmes                             | Gard                    | Occitanie                  |              |
| Nouméa                  | Cathédrale Saint-Joseph                            | Nouméa                            | Nouvelle-Calédonie      | Nouvelle-Calédonie         |              |
| Orléans                 | Cathédrale Sainte-Croix                            | Orléans                           | Loiret                  | Centre-Val de Loire        |              |
| Pamiers                 | Cathédrale Saint-Antonin                           | Pamiers, Couserans et Mirepoix    | Ariège                  | Occitanie                  |              |
| Papeete                 | Cathédrale Notre-Dame                              | Papeete                           | Polynésie française     | Polynésie française        |              |
| Paris                   | Cathédrale Notre-Dame                              | Paris                             | Paris                   | Île-de-France              |              |
| Paris                   | Cathédrale Saint-Louis-des-Invalides               | Armées françaises                 | Paris                   | Île-de-France              |              |
| Périgueux               | Cathédrale Saint-Front                             | Périgueux et Sarlat               | Dordogne                | Nouvelle-Aquitaine         |              |
| Perpignan               | Cathédrale Saint-Jean-Baptiste                     | Perpignan-Elne                    | Pyrénées-Orientales     | Occitanie                  |              |
| Poitiers                | Cathédrale Saint-Pierre                            | Poitiers                          | Vienne                  | Nouvelle-Aquitaine         |              |
| Pontigny                | Abbatiale Notre-Dame-et-Saint-Edme                 | Mission de France                 | Yonne                   | Bourgogne-Franche-Comté    |              |
| Pontoise                | Cathédrale Saint-Maclou                            | Pontoise                          | Val-d'Oise              | Île-de-France              |              |
| Le Puy-en-Velay         | Cathédrale Notre-Dame-de-l'Annonciation            | Le Puy-en-Velay                   | Haute-Loire             | Auvergne-Rhône-Alpes       |              |
| Quimper                 | Cathédrale Saint-Corentin                          | Quimper et Léon                   | Finistère               | Bretagne                   |              |
| Reims                   | Cathédrale Notre-Dame                              | Reims                             | Marne                   | Grand Est                  |              |
| Rennes                  | Cathédrale Saint-Pierre                            | Rennes, Dol et Saint-Malo         | Ille-et-Vilaine         | Bretagne                   |              |
| La Rochelle             | Cathédrale Saint-Louis                             | La Rochelle et Saintes            | Charente-Maritime       | Nouvelle-Aquitaine         |              |
| Rodez                   | Cathédrale Notre-Dame                              | Rodez et Vabres                   | Aveyron                 | Occitanie                  |              |
| Rouen                   | Cathédrale Notre-Dame de l'Assomption              | Rouen                             | Seine-Maritime          | Normandie                  |              |
| Saint-Brieuc            | Cathédrale Saint-Étienne                           | Saint-Brieuc et Tréguier          | Côtes-d'Armor           | Bretagne                   |              |
| Saint-Claude            | Cathédrale Saint-Pierre, Saint-Paul et Saint-André | Saint-Claude                      | Jura                    | Bourgogne-Franche-Comté    |              |
| Saint-Denis             | Cathédrale Saint-Denis                             | Saint-Denis de La Réunion         | La Réunion              | La Réunion                 |              |
| Saint-Denis             | Basilique Saint-Denis                              | Saint-Denis                       | Seine-Saint-Denis       | Île-de-France              |              |
| Saint-Dié-des-Vosges    | Cathédrale Saint-Dié                               | Saint-Dié                         | Vosges                  | Grand Est                  |              |
| Saint-Étienne           | Cathédrale Saint-Charles-Borromée                  | Saint-Étienne                     | Loire                   | Auvergne-Rhône-Alpes       |              |
| Saint-Flour             | Cathédrale Saint-Pierre                            | Saint-Flour                       | Cantal                  | Auvergne-Rhône-Alpes       |              |
| Saint-Jean-de-Maurienne | Cathédrale Saint-Jean-Baptiste                     | Chambéry, Maurienne et Tarentaise | Savoie                  | Auvergne-Rhône-Alpes       |              |
| Sées                    | Cathédrale Notre-Dame                              | Séez                              | Orne                    | Normandie                  |              |
| Sens                    | Cathédrale Saint-Étienne                           | Sens-Auxerre                      | Yonne                   | Bourgogne-Franche-Comté    |              |
| Soissons                | Cathédrale Saint-Gervais-et-Saint-Protais          | Soissons                          | Aisne                   | Hauts-de-France            |              |
| Strasbourg              | Cathédrale Notre-Dame                              | Strasbourg                        | Bas-Rhin                | Grand Est                  |              |
| Taiohae                 | Cathédrale Notre-Dame                              | Taiohae                           | Polynésie française     | Polynésie française        |              |
| Tarbes                  | Cathédrale Notre-Dame-de-la-Sède                   | Tarbes et Lourdes                 | Hautes-Pyrénées         | Occitanie                  |              |
| Toulon                  | Cathédrale Sainte-Marie-de-la-Seds                 | Fréjus-Toulon                     | Var                     | Provence-Alpes-Côte d'Azur |              |
| Toulouse                | Cathédrale Saint-Étienne                           | Toulouse                          | Haute-Garonne           | Occitanie                  |              |
| Tours                   | Cathédrale Saint-Gatien                            | Tours                             | Indre-et-Loire          | Centre-Val de Loire        |              |
| Troyes                  | Cathédrale Saint-Pierre-et-Saint-Paul              | Troyes                            | Aube                    | Grand Est                  |              |
| Tulle                   | Cathédrale Notre-Dame                              | Tulle                             | Corrèze                 | Nouvelle-Aquitaine         |              |
| Valence                 | Cathédrale Saint-Apollinaire                       | Valence                           | Drôme                   | Auvergne-Rhône-Alpes       |              |
| Vannes                  | Cathédrale Saint-Pierre                            | Vannes                            | Morbihan                | Bretagne                   |              |
| Verdun                  | Cathédrale Notre-Dame                              | Verdun                            | Meuse                   | Grand Est                  |              |
| Versailles              | Cathédrale Saint-Louis                             | Versailles                        | Yvelines                | Île-de-France              |              |
| Viviers                 | Cathédrale Saint-Vincent                           | Viviers                           | Ardèche                 | Auvergne-Rhône-Alpes       |              |

### Co-cathédrales
Les 21 édifices suivants sont des cocathédrales, c'est-à-dire des églises qui abritent une cathèdre épiscopale qui n'est plus occupée par un évêque, et ne sont donc plus le siège du diocèse, mais à qui l'Église a conservé le rang de cathédrale. Les communes en sont propriétaires, contrairement aux cathédrales qui sont la propriété de l'Etat.
| Ville               | Cathédrale                                                | Diocèse | Département             | Région                     | Illustration |
| ------------------- | --------------------------------------------------------- | --- | ----------------------- | -------------------------- | ------------ |
| Aire-sur-l'Adour    | Cocathédrale Saint-Jean-Baptiste                          | Aire et Dax | Landes                  | Nouvelle-Aquitaine         |              |
| Auxerre             | Cocathédrale Saint-Étienne                                | Sens-Auxerre (suppression du diocèse d'Auxerre en 1790)                                                                                            | Yonne                   | Bourgogne-Franche-Comté    |              |
| Bourg-en-Bresse     | Cocathédrale Notre-Dame                                   | Belley-Ars | Ain                     | Auvergne-Rhône-Alpes       |              |
| Condom              | Cocathédrale Saint-Pierre                                 | Auch Le diocèse de Condom fut supprimée en 1790 / 1801, depuis 1908, l'archevêque d'Auch est aussi évêque de Condom.                               | Gers                    | Occitanie                  |              |
| Corbeil-Essonnes    | Cocathédrale Saint-Spire                                  | Évry-Corbeil-Essonnes | Essonne                 | Île-de-France              |              |
| Elne                | Cocathédrale Sainte-Eulalie-et-Sainte-Julie               | Perpignan-Elne | Pyrénées-Orientales     | Occitanie                  |              |
| Embrun              | Cocathédrale Notre-Dame                                   | Gap et Embrun | Hautes-Alpes            | Provence-Alpes-Côte d'Azur |              |
| Forcalquier         | Concathédrale Notre-Dame-du-Bourguet                      | Digne | Alpes-de-Haute-Provence | Provence-Alpes-Côte d'Azur |              |
| Lavaur              | Cocathédrale Saint-Alain                                  | Albi, Castres et Lavaur le diocèse de Lavaur fut supprimée en 1790 / 1801, 1802, en 1922, l'archevêque d'Albi a relevé le titre d'évêque de Lavaur | Tarn                    | Occitanie                  |              |
| Lectoure            | Cocathédrale Saint-Gervais-Saint-Protais                  | Auch Le diocèse de Lectoure fut supprimée en 1790 / 1801, depuis 1908, l'archevêque d'Auch est aussi évêque de Lectoure.                           | Gers                    | Occitanie                  |              |
| Lescar              | Cocathédrale Notre-Dame-de-l'Assomption                   | Bayonne, Lescar et Oloron le diocèse de Lescar fut supprimée 1801                                                                                  | Pyrénées-Atlantiques    | Nouvelle-Aquitaine         |              |
| Lisieux             | Cocathédrale Saint-Pierre                                 | Bayeux et Lisieux | Calvados                | Normandie                  |              |
| Lodève              | Cocathédrale Saint-Fulcran                                | Montpellier le diocèse de Lodève fut supprimé en 1790, le siège de Lodève fut restauré en 1877                                                     | Hérault                 | Occitanie                  |              |
| Lombez              | Cocathédrale Sainte-Marie                                 | Auch Le diocèse de Lombez fut supprimée en 1790 / 1801, depuis 1908, l'archevêque d'Auch est aussi évêque de Lombez.                               | Gers                    | Occitanie                  |              |
| Narbonne            | Cocathédrale Saint-Just-et-Saint-Pasteur                  | Carcassonne et Narbonne | Aude                    | Occitanie                  |              |
| Oloron-Sainte-Marie | Cocathédrale Sainte-Marie                                 | Bayonne, Lescar et Oloron le diocèse d'Oloron fut supprimée en 1802, en 1909, l'évêque de Bayonne relève le titre d'évêque d'Oloron et de Lescar.  | Pyrénées-Atlantiques    | Nouvelle-Aquitaine         |              |
| Rikitea             | Cocathédrale Saint-Michel (construite entre 1839 et 1841) | Papeete | Polynésie française     | Polynésie française        |              |
| Saint-Pierre        | Cocathédrale Notre-Dame-de-l'Assomption                   | Saint-Pierre et Fort-de-France | Martinique              | Martinique                 |              |
| Saintes             | Cocathédrale Saint-Pierre                                 | La Rochelle et Saintes | Charente-Maritime       | Nouvelle-Aquitaine         |              |
| Sospel              | Cocathédrale Saint-Michel                                 | Nice | Alpes-Maritimes         | Provence-Alpes-Côte d'Azur |              |
| Toul                | Cocathédrale Saint-Étienne                                | Nancy-Toul (en 1790, l'évêché de Toul qui existait depuis le IVe siècle est supprimé au profit de Nancy, puis 1802, diocèse de Nancy et de Toul)   | Meurthe-et-Moselle      | Grand Est                  |              |

### Cathédrales anciennement chef de diocèse
Les édifices suivants ont été siège de diocèse dans le passé mais ne le sont plus aujourd'hui, et n'ont donc plus la fonction de cathédrale. Certaines sont toujours appelées « cathédrales », d'autres portent le titre de basilique et d'autres encore celui d'église, mais toutes abritent toujours un lieu de culte catholique.
| Ville                       | Cathédrale | Diocèse                        | Département              | Région                     | Départ de l'évêché             | Statut actuel                                                                        | Illustration                                     |
| --------------------------- | --- | ------------------------------ | ------------------------ | -------------------------- | ------------------------------ | ------------------------------------------------------------------------------------ | ------------------------------------------------ |
| Agde                        | Cathédrale Saint-Étienne | Montpellier                    | Hérault                  | Occitanie                  | 1790                           | Église paroissiale                                                                   |                                                  |
| Alès                        | Cathédrale Saint-Jean-Baptiste | Nîmes                          | Gard                     | Occitanie                  | 1801                           | Église paroissiale                                                                   |                                                  |
| Antibes                     | Cathédrale Notre-Dame-de-la-Platea                                                                                                  | Nice                           | Alpes-Maritimes          | Provence-Alpes-Côte d'Azur | 1236                           | Église paroissiale                                                                   |                                                  |
| Apt                         | Cathédrale Sainte-Anne | Avignon                        | Vaucluse                 | Provence-Alpes-Côte d'Azur | 1801                           | Basilique mineure (depuis 1867)                                                      |                                                  |
| Arles                       | Basilique primatiale Saint-Trophime                                                                                                 | Aix-en-Provence                | Bouches-du-Rhône         | Provence-Alpes-Côte d'Azur | 1801                           | Basilique mineure (depuis 1882)                                                      |                                                  |
| Bastia                      | Pro-cathédrale Santa-Maria | Ajaccio (Anciennement Mariana) | Haute-Corse              | Corse                      | 1801                           | Église paroissiale                                                                   |                                                  |
| Bazas                       | Cathédrale Saint-Jean-Baptiste | Bordeaux                       | Gironde                  | Nouvelle-Aquitaine         | 1802                           | Église paroissiale                                                                   |                                                  |
| Béziers                     | Cathédrale Saint-Nazaire | Montpellier                    | Hérault                  | Occitanie                  | 1790 env.                      | Église paroissiale                                                                   |                                                  |
| Boulogne-sur-Mer            | Basilique Notre-Dame | Arras                          | Pas-de-Calais            | Hauts-de-France            | 1802                           | Basilique mineure depuis 1879                                                        |                                                  |
| Calvi                       | Pro-cathédrale Saint-Jean-Baptiste                                                                                                  | Ajaccio (Anciennement Sagone)  | Haute-Corse              | Corse                      | 1802                           | Église paroissiale                                                                   |                                                  |
| Carcassonne                 | Basilique Saint-Nazaire | Carcassonne et Narbonne        | Aude                     | Occitanie                  | 1802                           | Basilique mineure (depuis 1898)                                                      |                                                  |
| Carpentras                  | Cathédrale Saint-Siffrein | Avignon                        | Vaucluse                 | Provence-Alpes-Côte d'Azur | 1802                           | Église paroissiale                                                                   |                                                  |
| Castres                     | Cathédrale Saint-Benoît | Albi, Castres et Lavaur        | Tarn                     | Occitanie                  | 1802                           | Église paroissiale                                                                   |                                                  |
| Cavaillon                   | Cathédrale Notre-Dame-et-Saint-Véran                                                                                                | Avignon                        | Vaucluse                 | Provence-Alpes-Côte d'Azur | 1802                           | Église paroissiale                                                                   |                                                  |
| Cervione                    | Cathédrale Saint-Érasme | Ajaccio (Anciennement Aleria)  | Haute-Corse              | Corse                      | 1802                           | Église paroissiale                                                                   |                                                  |
| Chalon-sur-Saône            | Cathédrale Saint-Vincent | Autun, Chalon et Mâcon         | Saône-et-Loire           | Bourgogne-Franche-Comté    | 1790                           | Église paroissiale                                                                   |                                                  |
| Choisy-le-Roi               | Cathédrale Saint-Louis-et-Saint-Nicolas                                                                                             | Créteil                        | Val-de-Marne             | Île-de-France              | de 1966 à 1987                 | Église paroissiale                                                                   |                                                  |
| Colmar                      | Cathédrale Saint-Martin | Strasbourg                     | Haut-Rhin                | Grand Est                  | 1802                           | Église paroissiale                                                                   |                                                  |
| Die                         | Cathédrale Notre-Dame | Valence                        | Drôme                    | Auvergne-Rhône-Alpes       | 1802                           | Église paroissiale                                                                   |                                                  |
| Digne-les-Bains             | Cathédrale Notre-Dame-du-Bourg | Digne                          | Alpes-de-Haute-Provence  | Provence-Alpes-Côte d'Azur | 1591                           | Église paroissiale                                                                   |                                                  |
| Dol-de-Bretagne             | Cathédrale Saint-Samson | Rennes, Dol et Saint-Malo      | Ille-et-Vilaine          | Bretagne                   | 1790                           | Église paroissiale                                                                   |                                                  |
| Eauze                       | Cocathédrale Saint-Luperc | Auch                           | Gers                     | Occitanie                  | 829                            | Église paroissiale                                                                   |                                                  |
| Entrevaux                   | Cathédrale Notre-Dame-de-l'Assomption                                                                                               | Digne                          | Alpes-de-Haute-Provence  | Provence-Alpes-Côte d'Azur | 1790                           | Église paroissiale                                                                   |                                                  |
| Fréjus                      | Cathédrale Saint-Léonce | Fréjus-Toulon                  | Var                      | Provence-Alpes-Côte d'Azur | IVe siècle-1790 puis 1822-1957 | Église paroissiale                                                                   |                                                  |
| Grasse                      | Cathédrale Notre-Dame-du-Puy | Nice                           | Alpes-Maritimes          | Provence-Alpes-Côte d'Azur | 1802                           | Église paroissiale                                                                   |                                                  |
| Laon                        | Cathédrale Notre-Dame | Soissons                       | Aisne                    | Hauts-de-France            | 1790                           | Église paroissiale                                                                   |                                                  |
| Lucciana                    | Cathédrale Santa-Maria Assunta | Ajaccio (Anciennement Mariana) | Haute-Corse              | Corse                      | 1802                           | Église paroissiale                                                                   |                                                  |
| Mirande                     | Cathédrale Notre-Dame | Auch                           | Gers                     | Occitanie                  | 1413                           | Église paroissiale                                                                   |                                                  |
| Mirepoix                    | Cathédrale Saint-Maurice | Pamiers, Couserans et Mirepoix | Ariège                   | Occitanie                  | 1790                           | Église paroissiale ?                                                                 |                                                  |
| Noyon                       | Cathédrale Notre-Dame | Beauvais                       | Oise                     | Hauts-de-France            | 1790                           | Église paroissiale                                                                   |                                                  |
| Orange                      | Cathédrale Notre-Dame-de-Nazareth                                                                                                   | Avignon                        | Vaucluse                 | Provence-Alpes-Côte d'Azur | 1802                           | Église paroissiale                                                                   |                                                  |
| Périgueux                   | Église Saint-Étienne-de-la-Cité | Périgueux et Sarlat            | Dordogne                 | Nouvelle-Aquitaine         | 1790                           | Église paroissiale                                                                   |                                                  |
| Rennes                      | Abbatiale Notre-Dame-en-Saint-Melaine                                                                                               | Rennes, Dol et Saint-Malo      | Ille-et-Vilaine          | Bretagne                   | de 1803 à 1844                 | Église paroissiale                                                                   |                                                  |
| Rieux-Volvestre             | Cathédrale de la Nativité-de-Marie                                                                                                  | Toulouse                       | Haute-Garonne            | Occitanie                  | 1790                           | Église paroissiale                                                                   |                                                  |
| Riez                        | Cathédrale Notre-Dame-de-l'Assomption                                                                                               | Digne                          | Alpes-de-Haute-Provence  | Provence-Alpes-Côte d'Azur | 1802                           | Église paroissiale                                                                   |                                                  |
| Saint-Bertrand-de-Comminges | Cathédrale Notre-Dame | Toulouse                       | Haute-Garonne            | Occitanie                  | 1802                           | Église paroissiale                                                                   |                                                  |
| Saint-Florent               | Cathédrale Santa-Maria-Assunta | Ajaccio (Anciennement Nebbio)  | Haute-Corse              | Corse                      | 1790                           | Église paroissiale                                                                   |                                                  |
| Saint-Lizier                | - Cathédrale Saint-LizierCathédrale - Notre-Dame-de-la-Sède de Saint-Lizier (dans l'enceinte du Palais des évêques de Saint-Lizier) | Pamiers, Couserans et Mirepoix | Ariège                   | Occitanie                  | 1655                           | Église paroissiale                                                                   | Cathédrale Notre-Dame-de-la-Sède de Saint-Lizier |
| Saint-Malo                  | Cathédrale Saint-Vincent | Rennes, Dol et Saint-Malo      | Ille-et-Vilaine          | Bretagne                   | 1802                           | Église paroissiale                                                                   |                                                  |
| Saint-Omer                  | Cathédrale Notre-Dame | Arras                          | Pas-de-Calais            | Hauts-de-France            | 1802                           | Basilique depuis 1879                                                                |                                                  |
| Saint-Papoul                | Abbatiale Saint-Papoul | Carcassonne et Narbonne        | Aude                     | Occitanie                  | 1802                           | - Abbaye jusqu'en 1317, - Cathédrale jusqu'en 1802, - Église paroissiale depuis 1802 |                                                  |
| Saint-Paul-Trois-Châteaux   | Cathédrale Notre-Dame | Valence                        | Drôme                    | Auvergne-Rhône-Alpes       | 1802                           | Église paroissiale                                                                   |                                                  |
| Saint-Pierre                | Cathédrale Saint-Pierre | Saint-Pierre et Miquelon       | Saint-Pierre-et-Miquelon | Saint-Pierre-et-Miquelon   | 2018                           | Église paroissiale                                                                   |                                                  |
| Saint-Pol-de-Léon           | Cathédrale Saint-Paul-Aurélien | Quimper et Léon                | Finistère                | Bretagne                   | 1802                           | Église paroissiale                                                                   |                                                  |
| Saint-Pons-de-Thomières     | Cathédrale Saint-Pons | Montpellier                    | Hérault                  | Occitanie                  | 1790                           | Église paroissiale                                                                   |                                                  |
| Sarlat-la-Canéda            | Cathédrale Saint-Sacerdos | Périgueux et Sarlat            | Dordogne                 | Nouvelle-Aquitaine         | 1802                           | Église paroissiale                                                                   |                                                  |
| Senez                       | Cathédrale Notre-Dame-de-l'Assomption                                                                                               | Digne                          | Alpes-de-Haute-Provence  | Provence-Alpes-Côte d'Azur | 1802                           | Église paroissiale                                                                   |                                                  |
| Senlis                      | Cathédrale Notre-Dame | Beauvais                       | Oise                     | Hauts-de-France            | 1802                           | Église paroissiale                                                                   |                                                  |
| Sisteron                    | Cathédrale Notre-Dame-des-Pommiers                                                                                                  | Digne                          | Alpes-de-Haute-Provence  | Provence-Alpes-Côte d'Azur | 1790                           | Église paroissiale                                                                   |                                                  |
| Tréguier                    | Cathédrale Saint-Tugdual | Saint-Brieuc et Tréguier       | Côtes-d'Armor            | Bretagne                   | 1790                           | Basilique mineure depuis 1947                                                        |                                                  |
| Uzès                        | Cathédrale Saint-Théodorit | Nîmes                          | Gard                     | Occitanie                  | 1802                           | Église paroissiale                                                                   |                                                  |
| Vabres-l'Abbaye             | Cathédrale Saint-Sauveur-et-Saint-Pierre                                                                                            | Rodez et Vabres                | Aveyron                  | Occitanie                  | 1790                           | Église paroissiale                                                                   |                                                  |
| Vaison-la-Romaine           | Cathédrale Notre-Dame-de-Nazareth                                                                                                   | Avignon                        | Vaucluse                 | Provence-Alpes-Côte d'Azur | 1790                           | Église paroissiale                                                                   |                                                  |
| Vaison-la-Romaine           | Cathédrale Sainte-Marie-de-l'Assomption                                                                                             | Avignon                        | Vaucluse                 | Provence-Alpes-Côte d'Azur | 1897                           | Église paroissiale                                                                   |                                                  |
| Vence                       | Cathédrale de la Nativité-de-Marie                                                                                                  | Nice                           | Alpes-Maritimes          | Provence-Alpes-Côte d'Azur | 1802                           | Église paroissiale                                                                   |                                                  |
| Vescovato                   | Cathédrale San Martinu | Ajaccio (Anciennement Mariana) | Haute-Corse              | Corse                      | 1802                           | Église paroissiale                                                                   |                                                  |
| Vesoul                      | Cathédrale Saint-Georges | Besançon                       | Haute-Saône              | Bourgogne-Franche-Comté    | 1801                           | Église paroissiale                                                                   |                                                  |
| Vienne                      | Cathédrale Saint-Maurice - Primatiale                                                                                               | Grenoble                       | Isère                    | Auvergne-Rhône-Alpes       | 1790                           | Église paroissiale depuis 1801                                                       |                                                  |
| Villeneuve-lès-Maguelone    | Cathédrale Saint-Pierre-et-Saint-Paul                                                                                               | Montpellier                    | Hérault                  | Occitanie                  | 1536                           |                                                                                      |                                                  |

### Cathédrales détruites
Les cathédrales suivantes ont été détruites. Des ruines ou parties de certaines subsistent, mais elles ne servent plus de lieu de culte.
| Ville          | Cathédrale                                  | Diocèse                       | Département             | Région                     | Destruction     | Illustration |
| -------------- | ------------------------------------------- | ----------------------------- | ----------------------- | -------------------------- | --------------- | ------------ |
| Agen           | Cathédrale Saint-Étienne                    | Agen                          | Lot-et-Garonne          | Nouvelle-Aquitaine         | 1836            |              |
| Alet-les-Bains | Abbaye Notre-Dame                           | Carcassonne et Narbonne       | Aude                    | Occitanie                  | v. 1780         |              |
| Autun          | Cathédrale Saint-Nazaire                    | Autun, Chalon et Mâcon        | Saône-et-Loire          | Bourgogne-Franche-Comté    | 1783            |              |
| Arras          | Cathédrale Notre-Dame-en-Cité               | Arras                         | Pas-de-Calais           | Hauts-de-France            | 1799            |              |
| Avranches      | Cathédrale Saint-André                      | Coutances et Avranches        | Manche                  | Normandie                  | 1794            |              |
| Besançon       | Cathédrale Saint-Étienne                    | Besançon                      | Doubs                   | Bourgogne-Franche-Comté    | 1775            |              |
| Cambrai        | Cathédrale Notre-Dame                       | Cambrai                       | Nord                    | Hauts-de-France            | v. 1810         |              |
| Forcalquier    | Cathédrale Saint-Mari                       | Digne                         | Alpes-de-Haute-Provence | Provence-Alpes-Côte d'Azur | 1596            |              |
| La Rochelle    | Cathédrale Saint-Barthélemy-du-Grand-Temple | La Rochelle et Saintes        | Charente-Maritime       | Nouvelle-Aquitaine         | 1687            |              |
| Mâcon          | Cathédrale Vieux-Saint-Vincent              | Mâcon                         | Saône-et-Loire          | Bourgogne-Franche-Comté    | 1799            |              |
| Maillezais     | Abbatiale Saint-Pierre                      | Luçon                         | Vendée                  | Pays de la Loire           | 1666            |              |
| Marseille      | Vieille Major                               | Marseille                     | Bouches-du-Rhône        | Provence-Alpes-Côte d'Azur | 1853            |              |
| Nice           | Cathédrale Sainte-Marie                     | Nice                          | Alpes-Maritimes         | Provence-Alpes-Côte d'Azur | 1706            |              |
| Quercitello    | Cathédrale San Petru                        | Ajaccio (Anciennement Accia)  | Haute-Corse             | Corse                      | ?               |              |
| Saint-Servan   | Cathédrale Saint-Pierre                     | Rennes, Dol et Saint-Malo     | Ille-et-Vilaine         | Bretagne                   | v. 1255         |              |
| Thérouanne     | Abbaye Saint-Jean-au-Mont                   | Arras                         | Pas-de-Calais           | Hauts-de-France            | 1537            |              |
| Vico           | Cathédrale Sant'Appianu                     | Ajaccio (Anciennement Sagone) | Corse-du-Sud            | Corse                      | XVIIIe siècle ? |              |

## Liste des cathédrales desÉglises catholiques orientales
Il existe trois cathédrales des Églises catholiques orientales, toutes situées à Paris.
| Arrondissement | Cathédrale                         | Église                                | Diocèse                                                  | Département | Région        | Illustration |
| -------------- | ---------------------------------- | ------------------------------------- | -------------------------------------------------------- | ----------- | ------------- | ------------ |
| 5e             | Cathédrale Notre-Dame-du-Liban     | Église catholique maronite            | Éparchie Notre-Dame du Liban de Paris des Maronites      | Paris       | Île-de-France |              |
| 3e             | Cathédrale Sainte-Croix            | Église catholique arménienne          | Éparchie Sainte-Croix-de-Paris des Arméniens             | Paris       | Île-de-France |              |
| 6e             | Cathédrale Saint-Vladimir-le-Grand | Église grecque-catholique ukrainienne | Éparchie Saint Vladimir le Grand de Paris des Ukrainiens | Paris       | Île-de-France |              |